# 楊復光
楊 復光（よう ふくこう、842年 - 883年）は、唐代の宦官。もとの姓は喬。福州閩県の人。内常侍の楊玄価の養子。

## 生涯
楊復光は、若くして内侍省の太監となり、「慷慨して節義を負い、籌略（はかりごと）あり」と評された。楊復光の養子には、楊守亮・楊守宗のような輩行字「守」を持つ者が多い。
黄巣が江西を侵犯した時、排陣使となった。乾符4年（877年）、王仙芝に対して降伏を勧めると、王仙芝は、尚君長・楚彦威らを派遣して降伏の協議をしたが、途中で朝廷の招討使の宋威による乗っ取りに遭うところとなり、結局のところ、降伏の話は実現しなかった。朝廷は、荊南節度使の王鐸を招討使に任じ、宋威に取って代わらせた。楊復光は、忠武軍を監督して、鄧州に駐屯した。忠武軍節度使の周岌とともに酒を地に注いで盟を交わすと、蔡州に駐屯し、秦宗権を防禦使として、鄧州に進んでこれを手中に収めた。この功績によって、開府儀同三司を授けられ、弘農郡公に封ぜられた。
中和2年（882年）7月、河中に転戦し、中和3年（883年）6月、河中において死亡した。享年は42。「忠粛」と諡された。楊復光は、宦官出身であったが、胸に大志を抱き、士卒をよくいたわった。楊復光が病死した際、軍中では慟哭の声が数日にわたって続いた。黄巣の乱を平定したのは、その多くが楊復光の門人やかつての部下であった。